# Chamaesium viridiflorum
Chamaesium viridiflorum là một loài thực vật có hoa trong họ Hoa tán. Loài này được (Franch.) H.Wolff ex R.H.Shan mô tả khoa học đầu tiên năm 1937.